# Терпсихоров, Николай Борисович

Н. Б. Терпсихоров. «Первый лозунг», 1924

Николай Борисович Терпсихоров (1890—1960) — советский живописец. Заслуженный художник РСФСР.
Один из самых характерных мастеров соцреализма.

## Биография
В 1911—1917 годах учился живописи в художественной школе у К. Ф. Юона и И. О. Дудина в Москве, продолжил занятия в школе живописи и рисунка В. Н. Мешкова, Московском училище живописи, ваяния и зодчества под руководством Н. А. Касаткина, А. М. Васнецова и К. А. Коровина.
В 1917 году Терпсихоров вступил в Красную Армию. Участник Гражданской войны.
В начале 1920-х годов возвратился к прерванным занятиям искусством.
Член общества «Художественная московская школа». С 1922 по 1932 год — один из учредителей и активный член АХРР, участник всех одиннадцати выставок «Революция, быт и труд» объединения (1922—1929).
Яркий представитель живописной эстетики и последовательный приверженец идеологии АХРР.
Много времени художник проводил в поездках по стране, знакомясь с её жизнью, стараясь найти новые темы и образы. Творческие командировки возбуждали у него интерес к пейзажу, как самостоятельному жанру (он активно занимался им в Училище).
Много впечатлений подарили Терпсихорову поездки в Узбекистан (1929) и Туркмению (1935—1936). Яркие краски Средней Азии значительно обогатили цветовую гамму его полотен. Незнакомый уклад жизни расширил запас жанровых впечатлений. Как всегда, художника привлекли здесь черты нового («Книжный базар», «Красный обоз»). Туркменские этюды легли в основу нескольких больших жанровых картин. Наиболее интересная из них — «Ковровщицы» (1936), живо и занимательно повествующая о труде и быте работниц ковровой мастерской.
В годы Великой Отечественной войны Терпсихоров обращается к военной теме, решая её то в героическом («В обход врага»), то в более близком ему жанровом ключе («Денек в тылу», «Письмо с фронта»).
Главной темой творчества Терпсихорова послевоенных лет становится пейзаж, в котором он выступил как достойный продолжатель традиций русской реалистической живописи конца XIX — начала XX века. Образы родной природы на полотнах Терпсихорова, отмеченных высоким живописным мастерством, исполнены эпической широты и величественности («Закон жизни. Ледоход», 1952), лирической задушевности (серия пейзажей Подмосковья и Прибалтики, 1950-е годы). Пейзажи М. Терпсихорова лишены идеологического подтекста и выдают приверженность автора к реалистическому методу в искусстве.

## Творчество
Н. Б. Терпсихоров принадлежит к поколению художников, жизнь и творчество которых оказались органически связаны с революцией, с историей молодого Советского государства.
Автор пейзажей, портретов, акварельных рисунков, плакатов. Создал целый ряд полотен, посвящённых различным эпизодам революционного прошлого («После приказа „Патронов не жалеть“», «Этап»), рисующих картины нового быта трудящихся («Русь обучается»), рассказывающих о борьбе старого и нового в деревне («Враги»), о счастливом детстве («Новый Мурзилка», «Окно в мир», «День птиц. Юные натуралисты»).
Большинство жанровых работ художника посвящены военной и революционной тематике, «счастливому детству советских детей», «радостям мирного быта», «борьбе с пережитками буржуазного общества».
Произведения художника хранятся в Государственной Третьяковской галерее, Государственном Русском музее, музеях Волгограда, Нижнего Новгорода, Севастополя, Сочи, Хабаровска, в других отечественных и зарубежных собраниях.

## Избранные работы
- «Первый лозунг» (1924)
- «На митинге» (1930-е гг.)
- «Конец разрухи на транспорте» (1930-е гг.)
- «Агитпоход красноармейцев на село» (1930-е гг.)
- «Перед экзаменами» (1930-е гг.)
- «Весенние проводы» (1930-е гг.)
- «Говорит Москва» (1937)
- «Утро на Волге» (1938)
- «Портрет балерины» (1940-е гг.)
- «Первое письмо В. И. Ленина И. В. Сталину. Новая Уда Иркутской области» (1949)
- «Кавказ» (1950-е гг.)
- Штурм Перекопа (панорама) (1940, в составе коллектива художников)

Отец кинооператора П. Н. Терпсихорова.
Похоронен в Москве на Новодевичьем кладбище.